# Dombki
Dombki (em escrita alternativa: Domki / Doomki /Domkhi / Doomkhi) (em urdu:  ڈومبکی) é uma tribo Balúchi no Baluchistão.